# .357 SIG
.357 SIG — 9-мм пистолетный патрон повышенной мощности, созданный в 1994 году швейцарской компанией SIG Sauer совместно с американской компанией Federal Cartridge на основе гильзы калибра .40 S&W. Ввиду высокой точности и хороших останавливающего и пробивного действий используется рядом полицейских департаментов и секретной службой США. Редко используется под наименованием 9×22 mm SiG.

## История
Появился патрон в 1994 году благодаря работе конструкторов компании SIG-Sauer при участии специалистов компании Federal Cartridge. Основной целью разработки было создание боеприпаса, который бы превосходил по своим характеристикам популярный .40 S&W, но при этом обладал бы умеренной отдачей при стрельбе. Новый боеприпас по останавливающему и пробивному действию получился на уровне револьверного боеприпаса большой мощности .357 Magnum. .357 SIG стало возможным использовать в пистолетах, которые изначально были рассчитаны под патроны .40 S&W, просто заменив в них ствол, а все остальное замены не требовало. Однако при активном использовании патронов .357 SIG в оружии, рассчитанном под боеприпасы .40 S&W, существенно увеличивался износ оружия, а следовательно, можно сказать о том, что простая замена ствола не является нормальной адаптацией оружия под новый патрон. 

## Особенности и применение
Патроны .357 SIG могут снаряжаться различными по массе типами пуль, от чего и зависит скорость пули. Так, стандартный патрон с пулей весом 8.1 грамма имеет скорость 450 метров в секунду, а энергию около 800 Джоулей, а самый скоростной — 580 метров в секунду. Кинетическая энергия пуль может достигать 900 Джоулей, в то время как у .40 S&W максимум 700 Джоулей. Более узкая пуля со значительной кинетической энергией и скоростью также позволила лучше пробивать индивидуальные средства бронезащиты невысокого класса защиты по сравнению с .40 S&W.

## Достоинства и недостатки
Как и все боеприпасы, патрон .357 SIG имеет свои достоинства и недостатки:
| Достоинства | Недостатки                                                                                               |
| --- | --- |
| Повышенное проникающее действие даже обычной оболочечной пули (FMJ), по сравнению с .40 S&W за счет повышения скорости и энергии при меньшем калибре. | К недостаткам калибра относят высокую стоимость патронов, более чем на 50% превышающую стоимость .40 S&W |
| Достаточно комфортная стрельба патроном, примерно на уровне или чуть выше .40 S&W.                                                                    | Баллистика тупоносых пуль хуже, чем у оживальных.                                                        |
| Высокое пробивное действие по индивидуальным средствам бронезащиты, а также различным легким препятствиям.                                            | Значительная дульная вспышка при выстреле.                                                               |